# Marc Calon
Marc Calon (Breskens, 18 januari 1959) is een Nederlands politicus en agrariër.
Calon was jarenlang gedeputeerde in de provincie Groningen voor de PvdA. Van 2009 tot 2017 was hij voorzitter van de koepel van woningbouwcorporaties Aedes. Per 1 januari 2017 vertrok hij bij Aedes in verband met zijn benoeming tot voorzitter van LTO Nederland. Op 13 mei 2020 werd bekend dat hij opstapt als voorzitter van LTO Nederland.

## Biografie
Calon werd geboren in Zeeuws-Vlaanderen waar zijn grootouders een boerderij hadden. Op jonge leeftijd verhuisde hij naar de provincie Groningen waar zijn vader een boerderij kon pachten in Zuurdijk. Calon volgde het atheneum op het Maartenscollege in Haren, waarna hij  landbouwtechniek in Wageningen ging studeren.
Na zijn afstuderen werd Calon docent en vervolgens in 1990 voorzitter van de Groninger Maatschappij van Landbouw. In 1995 werd hij gekozen tot lid van Provinciale Staten van Groningen, vier jaar later werd hij voor de eerste keer gekozen tot gedeputeerde. In 1999, 2003 en 2007 was hij steeds lijsttrekker bij de Statenverkiezingen voor de PvdA.
In 2009 trad hij af als gedeputeerde om voorzitter te worden van Aedes. Er ontstond enige reuring toen bekend werd dat hij als voorzitter van Aedes € 200.000,– per jaar bij een driedaagse werkweek zou gaan verdienen. Ondanks die commotie werd hij zonder veel problemen tot voorzitter van de koepel van woningbouwcorporaties gekozen. Per 1 januari 2017 trad Calon aan als voorzitter van LTO Nederland. Op 13 mei 2020 stapte hij op als voorzitter. 

## Persoonlijk
Calon is getrouwd met de politica Wilma Mansveld en heeft drie kinderen uit een vorig huwelijk. Hoewel hij niet meer op de ouderlijke boerderij woont is hij sinds 1983 actief op zijn akkerbouwbedrijf in Zuurdijk. 